# Litauisch-Lettischer Grenzvertrag
Der litauisch-lettische Grenzvertrag wurde am 30. März 1921 zwischen Litauen und Lettland geschlossen.

## Geschichte
Bei der Festlegung der Grenze zwischen den neu geschaffenen Staaten wurden mit kleineren Änderungen im Wesentlichen der Grenzverlauf entlang der ehemals russischen Gouvernements Kurland und Kaunas bestätigt.
Unstimmigkeiten gab es bezüglich der Orte, an denen die Grenzen der einstigen russischen Gouvernements nicht der Sprachverteilung entsprachen, im Zusammenhang mit Eisenbahnstrecken, die möglichst wenig von Grenzen geschnitten werden sollten, sowie in der Frage des Meereszuganges Litauens im Bereich der Hafenstadt Polangen. Der Grenzstreit wurde von einem internationalen Schiedsgericht unter der Leitung des schottischen Diplomaten James Young Simpson (1873–1934) beigelegt. Im Rahmen des Vertrages erhielt Litauen den Küstenabschnitt von Ventoji–Palanga (183 km²; ehemalige Gemeinde Palanga und Teil des ehemaligen lettischen Bezirks Rucava), Lettland erhielt einige kleinere Gebiete im Norden Litauens (Nereta Apylinkes, Aknysta, Budbergi, Brunva, insgesamt 290 km²). Lettland erhielt ein etwas größeres Gebiet als Litauen, da das Küstengebiet als wertvolleres Tauschobjekt galt und damals der einzige Hafen Litauens war. Beide Parteien verzichteten im Vertrag auf weitere Ansprüche gegeneinander.
Der Grenzvertrag trat 14. Mai 1921 in Kraft. Die Demarkierung des Grenzverlaufs erfolgte in den Jahren 1929 bis 1930.

## Erinnerung
Nach dem schottischen Diplomaten James Young Simpson ist eine Straße in Polangen benannt.